# Melezzole
Melezzole ist eine Fraktion (italienisch frazione) der italienischen Gemeinde Montecchio in der Provinz Terni in Umbrien.

## Geografie
Der Ort liegt etwa 4 km östlich des Hauptortes Montecchio, etwa 25 km nordwestlich der Provinzhauptstadt Terni und etwa 50 km südlich der Regionalhauptstadt Perugia. Der Ort liegt bei 611 m s.l.m. und hatte 2001 211 Einwohner, 2011 waren es 192 Einwohner. Nächstgelegener Ort ist Toscolano, ca. 1,5 km südöstlich, ein Ortsteil von Avigliano Umbro ist. Die Kirchen von Santa Restituta gehören zum Bistum Orvieto-Todi. Zum Hauptort Montecchio gibt es nur eine direkte Verbindung über eine Schotterstraße am nördlichen Ausläufer des Monte Croce di Serra (997 m s.l.m.). Die 16 km lange Verbindung über die Provinzstraße führt über das Gemeindegebiet von Baschi.

## Geschichte
Erstmals erwähnt wird der Ort mit seiner Kirche im Jahr 1112. Präsenzen der Etrusker und der Römer wurden durch Funde festgestellt. Seit dem 12. Jahrhundert gehörte Melezzole zu Todi und kam am Ende des 14. Jahrhunderts zum Kirchenstaat. 1456 wurden die Wehrmauern verstärkt. Seit der Einheit Italiens bis 1948 war Melezzole mit Montecchio Ortsteil von Baschi und wurde dann Ortsteil der nun eigenständige Gemeinde Montecchio.

## Sehenswürdigkeiten
- Porta dell’Aquila, einziges Tor der Wehrmauern. Erhielt 1557 das Wappen von Todi (Aquila tuderte), das heute noch sichtbar ist, und zeigt das Fresko Madonna Protettrice (16. Jahrhundert).[6]
- San Biagio, Kirche im Ortskern, 1112 erwähnt.[7]
- San Vitalis de Murellis, Kirche etwa 1 km südwestlich des Ortskerns liegend. Enthält Fresken aus dem 16. Jahrhundert[8] und wurde 1624 restauriert. Enthält das Fresko L’ultima cena aus dem 16. Jahrhundert.[6]

## Bilder

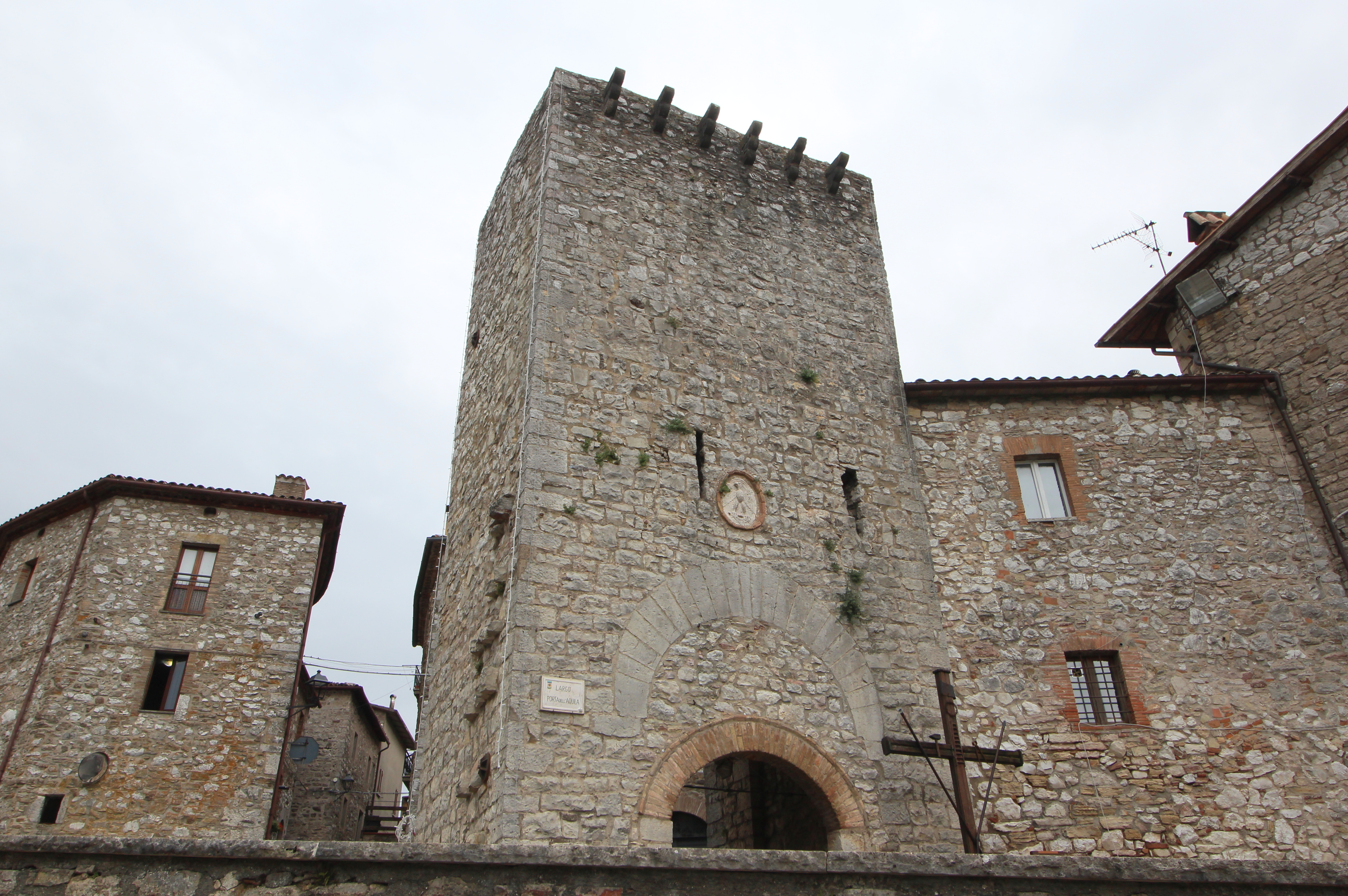
Porta dell'Aquila
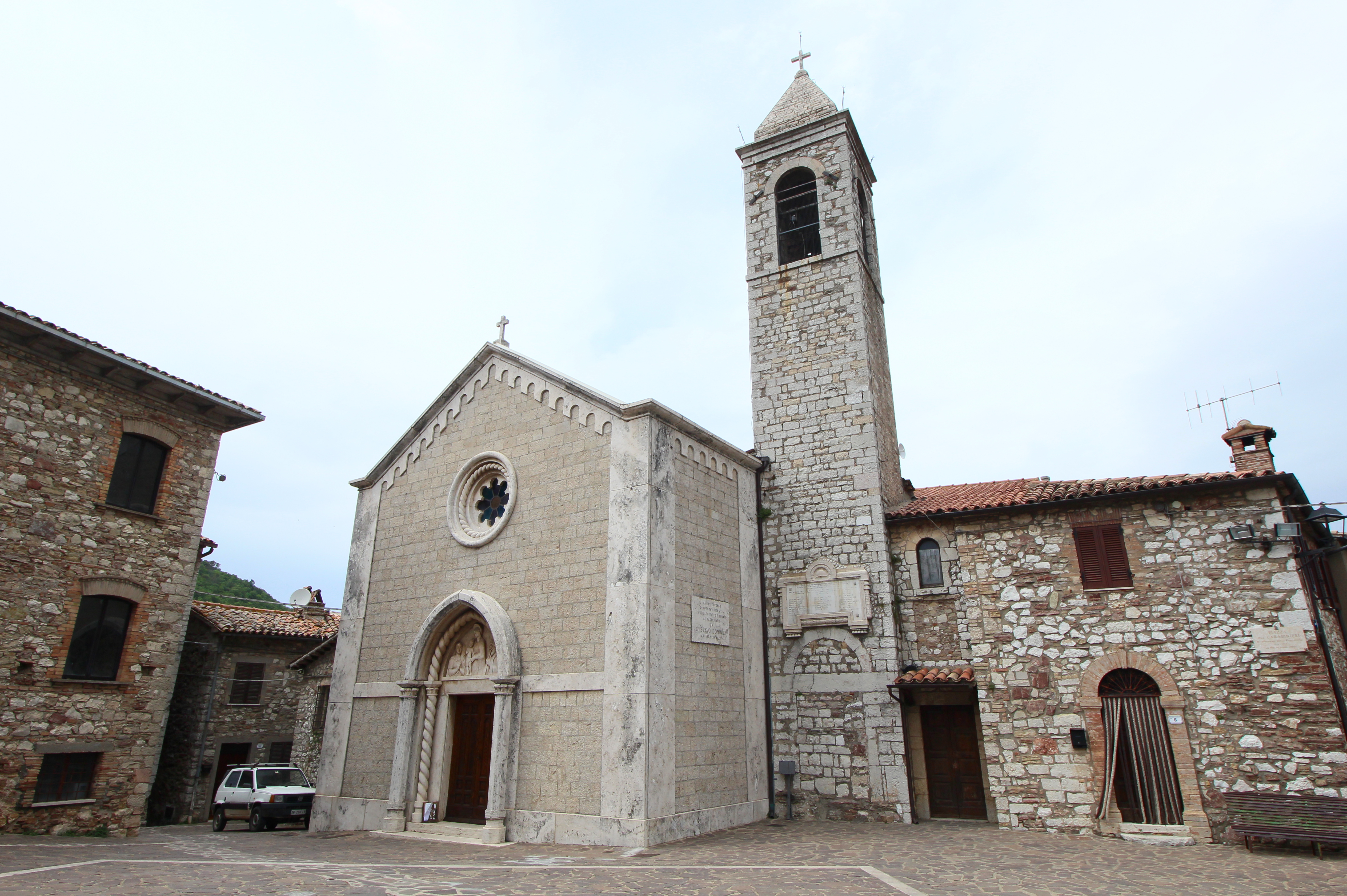
San Biagio
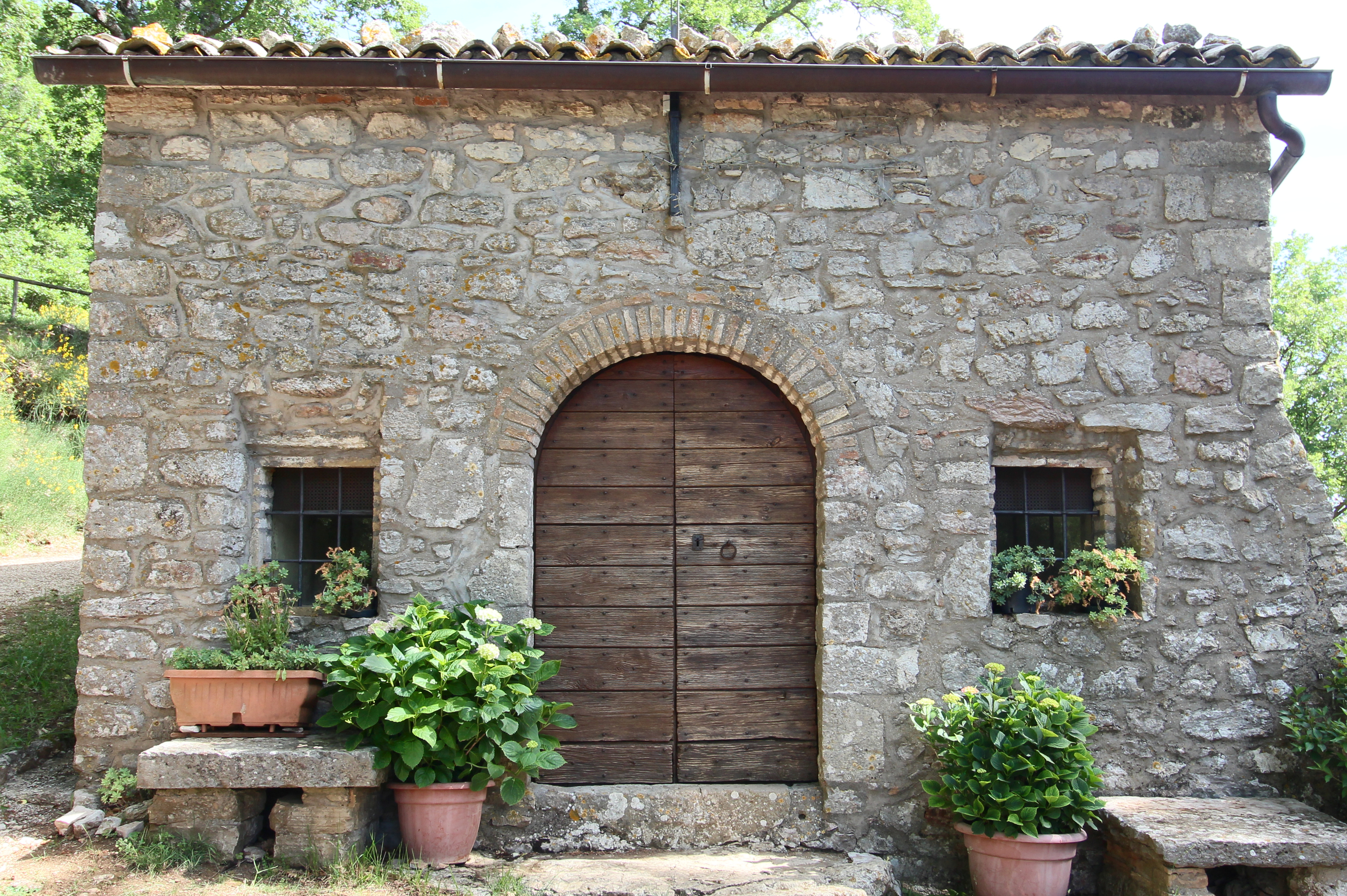
San Vitale de Murellis